# 华盛顿纪念碑综合征
华盛顿纪念碑综合征（Washington Monument Syndrome），也被称为拉什莫尔山综合征或消防员优先原则，是美国政府应对削减预算和政府停摆的一种政治策略。该策略是优先关闭与民众贴近、受民众欢迎的政府服务，如国家公园和图书馆，让教师和消防员停工。这样让民众感受到停摆的切肤之痛，更利于通过增税法案。华盛顿纪念碑和拉什莫尔山国家公园是很受欢迎的景点，所以一般都会在停摆中被关闭，这也是本策略名称的来源。National Review杂志认为这种策略可以和绑架、敲诈相提并论。
本策略的主要目的是让选民体会到政府机构不可或缺。相似的手段也曾被作用于立法者。1970年代美国铁路公司被削减预算的时候就曾停运了开往一些国会议员家乡的线路。
1969年政府停摆的时候，国家公园管理者小乔治·哈佐格首次关闭了受欢迎的华盛顿纪念碑和大峡谷国家公园，这一做法被称为“华盛顿纪念碑综合征”，遭到民众的批评，小乔治·哈佐格也因此被解雇。